# Códigos regionales DVD

Códigos de región de DVD en el mundo.

Los códigos de región de DVD son una técnica de gestión digital de derechos diseñada para permitir que los distribuidores de películas puedan controlar los aspectos de una obra, incluyendo el contenido, fecha de lanzamiento y precio, de acuerdo a la región.
Esto se logra bloqueando los reproductores de DVD para que solo puedan reproducir los DVD codificados para su región (además de los DVD que no tienen ningún código de región). En la práctica, varios reproductores de DVD permiten reproducir discos de cualquier región, o pueden ser modificados para dicho propósito.
Los DVD pueden utilizar un código, una combinación de códigos (multirregión), todos los códigos (todas las regiones) o ningún código (región libre).

## Códigos de región
| Código de Región | Área |
| ---------------- | --- |
| 0                | Informal; significa que puede ser reproducido en «todo el mundo». La región 0 no es un valor oficial; los discos que llevan el símbolo de la región 0, o no tienen definido el indicador o tienen indicadores de las regiones 1 a 6. La región 0 se conoce comúnmente como «región libre», sobre todo cuando se habla de reproductores de DVD. |
| 1                | Estados Unidos, territorios no incorporados de los Estados Unidos (incluyendo Puerto Rico), Canadá y Bermudas |
| 2                | Europa (excepto Rusia, Bielorrusia y Ucrania), Oriente Medio (incluyendo Egipto), Japón, Sudáfrica, Suazilandia, Lesoto, Groenlandia y los territorios franceses de ultramar |
| 3                | Sudeste Asiático, Corea del Sur, Taiwán, Hong Kong y Macao |
| 4                | México, América Central y el Caribe (excepto Puerto Rico y territorios franceses de ultramar), América del Sur (excepto Guayana Francesa) y Oceanía (excepto territorios no incorporados de los Estados Unidos y territorios franceses de ultramar)                                                                                            |
| 5                | África (excepto Egipto, Sudáfrica, Suazilandia, Lesoto y territorios franceses de ultramar), Rusia, Bielorrusia, Ucrania, Asia Central y del Sur, Corea del Norte y Mongolia |
| 6                | China continental |
| 7                | DVD relacionados con MPAA y «copias» de prelanzamientos en Asia |
| 8                | Eventos internacionales como aviones, cruceros, etc. |
| ALL              | Los discos con la región ALL (todas) tienen los ocho indicadores establecidos, lo que permite que el disco se pueda reproducir en cualquier lugar, en cualquier reproductor. |

Los reproductores de las regiones 7 y 8, no pueden reproducir DVD de la región 0. Estos reproductores, al ser zonas especiales, solo pueden reproducir DVD que contengan específicamente el indicador de su región (o de todas las regiones). Los DVD de la región 0, o no tiene establecido ningún indicador, o tienen establecidos solo los indicadores de las regiones 1 a 6.
Los DVD distribuidos en Europa (Región 2) pueden tener cuatro subcódigos: «D1» hasta «D4». Estos subcódigos solo indican los países en los que el DVD puede ser distribuido, pero no afectan a la reproducción ya que pueden ser reproducidos en cualquier reproductor de la región 2. «D1» identifica un lanzamiento únicamente en Irlanda y/o Reino Unido con una calificación de la Agencia Británica de Clasificación de Películas (BBFC). «D2» y «D3» identifican los DVD europeos que no son distribuidos en Reino Unido o Irlanda; estos DVD no llevan una calificación de la BBFC. «D4» identifica los DVD que son distribuidos en toda Europa.
El sistema de codificación regional se aplica realmente como una colección de banderas de bits, permitiendo un máximo de 8 bits. Cada código de región se asigna a una bandera de bit, cuyo valor puede ser verdadero (binario 1) o falso (binario 0). Estos indicadores de bits se pueden utilizar en cualquier combinación, permitiendo DVD para ser reproducidos en varias regiones. Los DVD sin ningún bit establecido, pueden ser reproducidos en cualquier reproductor excepto en los correspondientes a regiones especiales (regiones 7 y 8).
| Banderas de bit | Región                            |
| --------------- | --------------------------------- |
| 0 0 0 0 0 0 0 0 | Región 0 (ningún bit establecido) |
| 0 0 0 0 0 0 0 1 | Región 1 (bit 0 establecido)      |
| 0 0 0 0 0 0 1 0 | Región 2 (bit 1 establecido)      |
| 0 0 0 0 0 1 0 0 | Región 3 (bit 2 establecido)      |
| 0 0 0 0 1 0 0 0 | Región 4 (bit 3 establecido)      |
| 0 0 0 1 0 0 0 0 | Región 5 (bit 4 establecido)      |
| 0 0 1 0 0 0 0 0 | Región 6 (bit 5 establecido)      |
| 0 1 0 0 0 0 0 0 | Región 7 (bit 6 establecido)      |
| 1 0 0 0 0 0 0 0 | Región 8 (bit 7 establecido)      |

Combinaciones más usadas en DVD multiregión:
| Banderas de bit | Regiones             | Observaciones |
| --------------- | -------------------- | --- |
| 0 0 0 0 1 0 0 1 | Regiones 1 y 4       | Se puede leer en toda América y Oceanía, excepto en los territorios franceses de ultramar (incluye Guyana Francesa) |
| 0 0 0 1 0 0 1 0 | Regiones 2 y 5       | Se puede leer en toda África y Europa                                                                               |
| 0 0 1 0 1 0     | Regiones 2, 3, 5 y 6 | Se puede leer en toda Asia, además de en África y Europa                                                            |
| 0 0 1           | Regiones 1 a 6       | Se puede leer en todo el mundo (equivale a la Región 0)                                                             |
| 1 1 1 1 1 1 1 1 | Todas las regiones   | Se puede leer en cualquier reproductor                                                                              |